# Villenave
Villenave é uma comuna francesa na região administrativa da Nova Aquitânia, no departamento Landes. Estende-se por uma área de 27,3 km². Em 2010 a comuna tinha 327 habitantes (densidade: 12 hab./km²).